# 新潟県道133号五泉停車場線

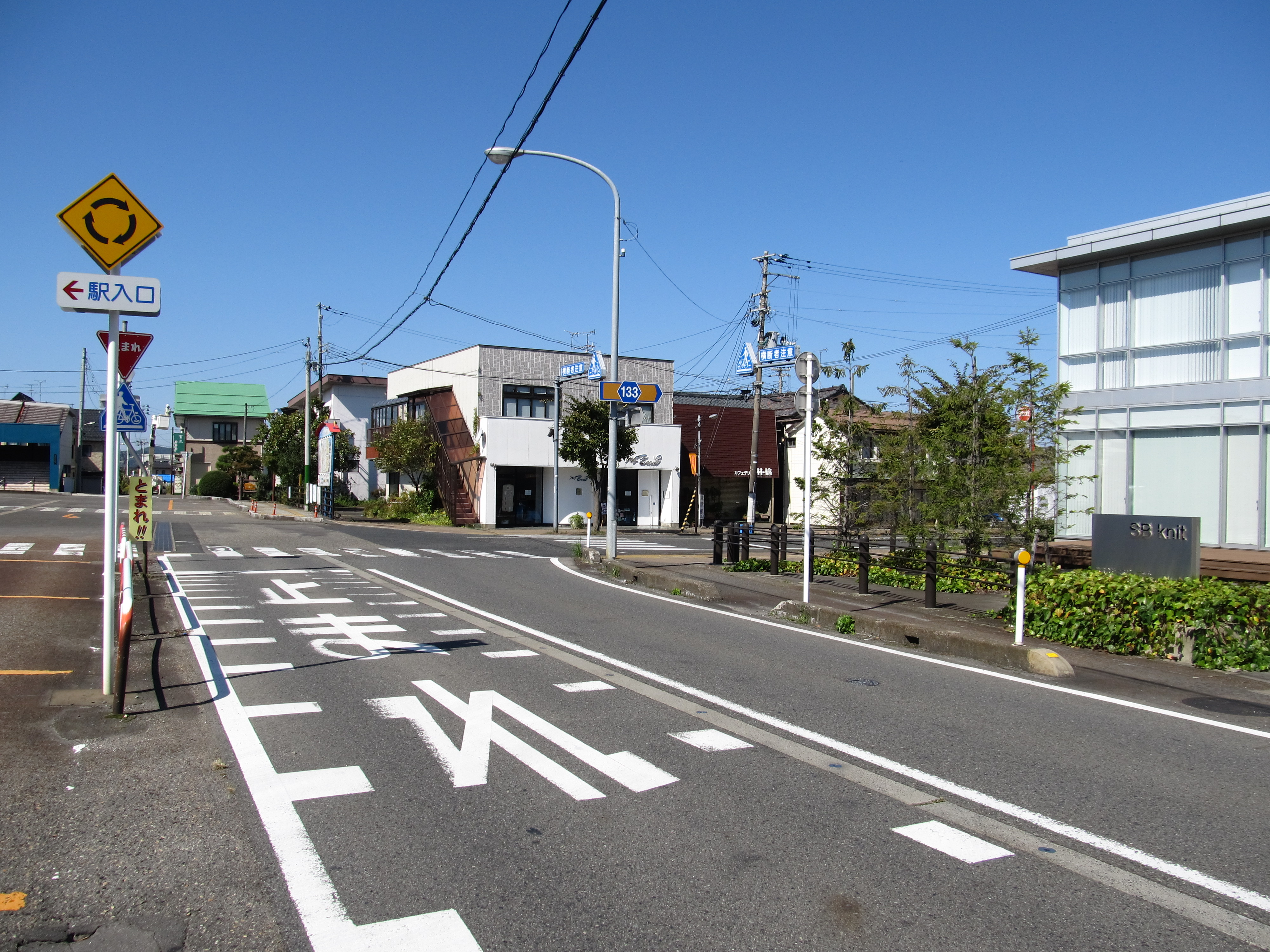
東日本旅客鉄道（JR東日本）磐越西線五泉駅前にある起点。、新潟県道403号の起点でもある。

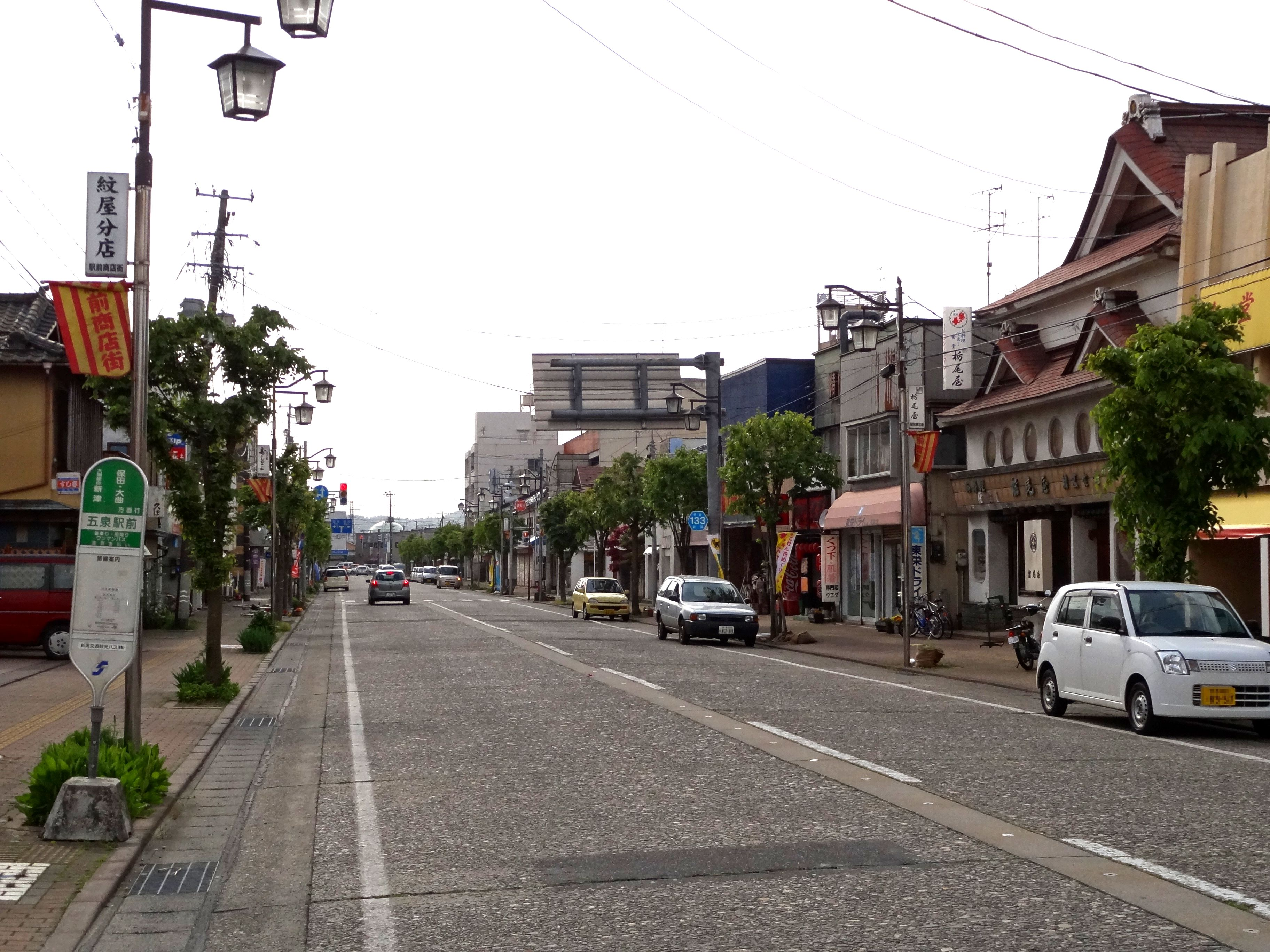
五泉市駅前付近

新潟県道133号五泉停車場線（にいがたけんどう133ごう ごせんていしゃじょうせん）は、新潟県五泉市内を通る一般県道である。

## 概要

### 路線データ
- 起点：五泉停車場（新潟県五泉市駅前通1丁目）
- 終点：新潟県五泉市本町1丁目（新潟県道7号新津村松線交点）

## 地理

### 通過する自治体
- 新潟県五泉市

### 接続する道路
- 新潟県道403号五泉停車場石曽根線（起点：五泉市駅前通1丁目、五泉駅前）
- 新潟県道7号新津村松線（終点：五泉駅入口交差点）

### 周辺
- 東日本旅客鉄道（JR東日本）磐越西線 五泉駅
- 五泉市立五泉中学校
- 五泉市立五泉南小学校
- 第四北越銀行 五泉中央支店
- 大光銀行 五泉支店
- 第四北越銀行 五泉支店
- 加茂信用金庫 五泉支店
- 五泉郵便局
- デンカ生研 新潟工場
- キューピット 五泉店
- クスリのコダマ 五泉店